# Гарматне свердло

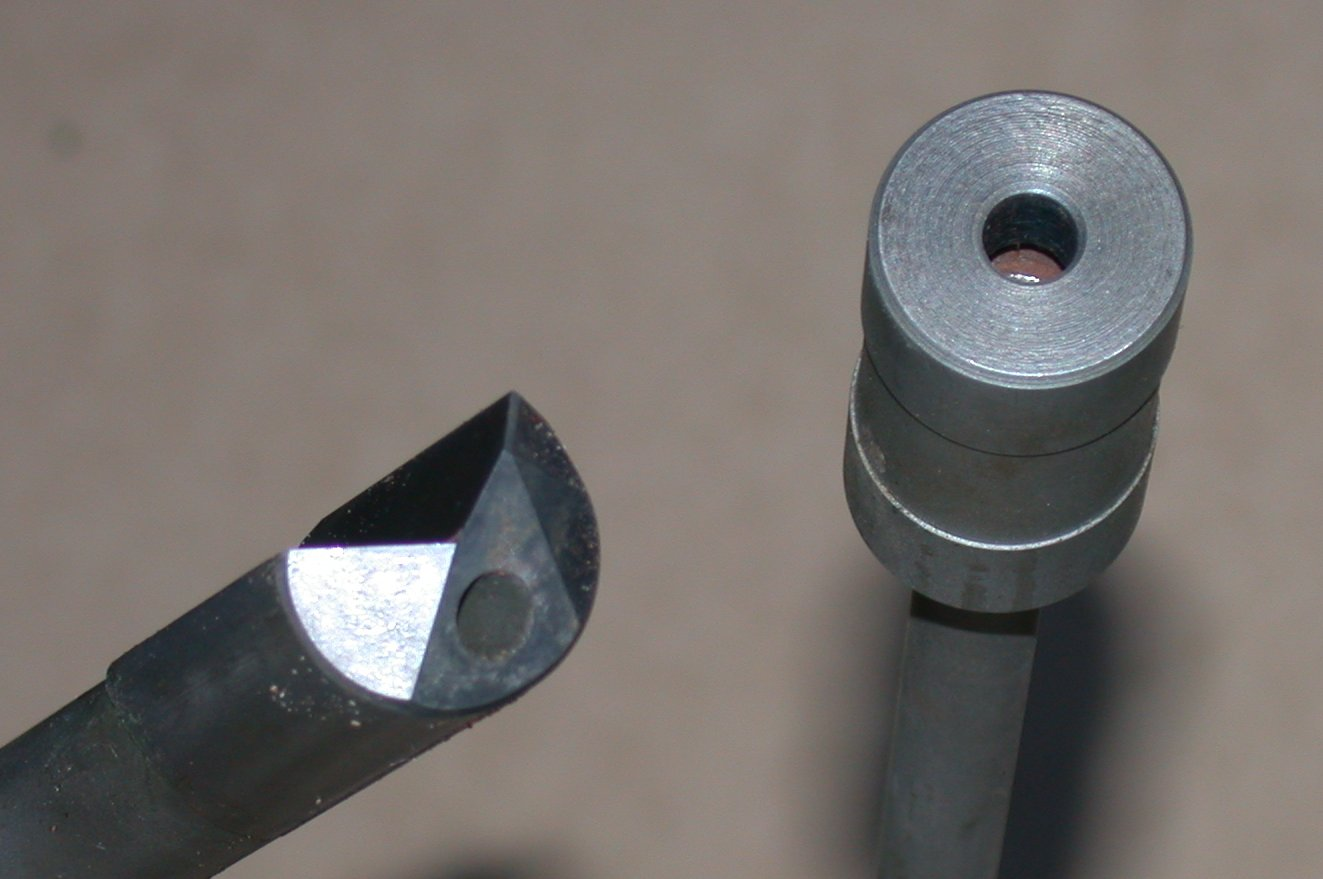
Гарматне свердло

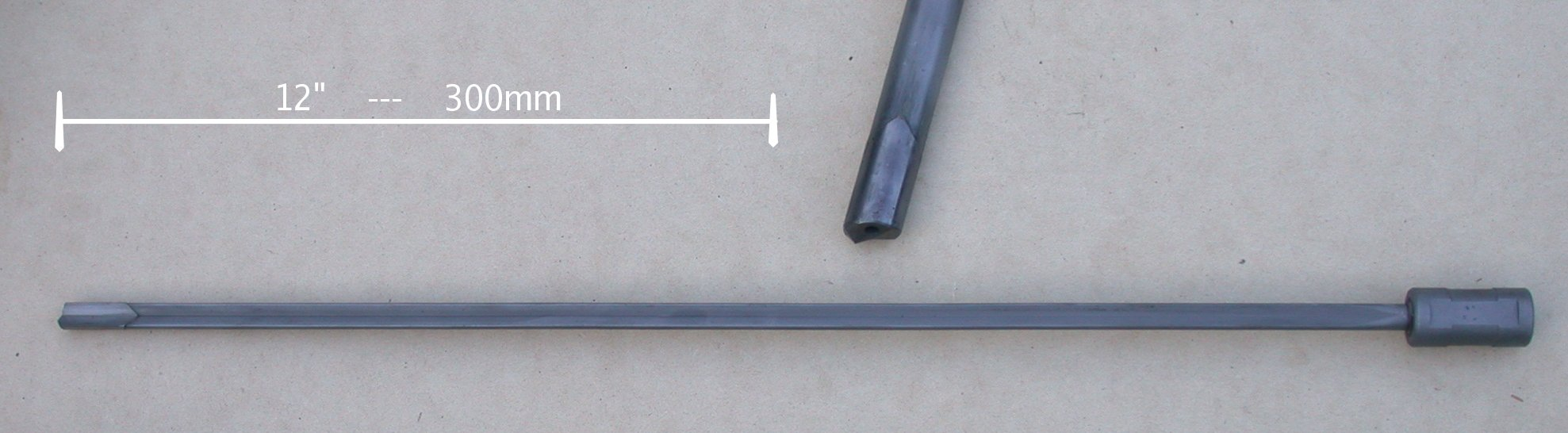
Гарматне свердло розміру 12×640 мм та твердосплавний наконечник свердла діаметром 25 мм

Конструктивні особливості гарматного свердла

Гарма́тне свердло́ (напівкру́гле свердло́) — свердло для глибокого свердління у вигляді циліндричного стрижня з інструментальної сталі, у якого на робочому кінці зрізано частину матеріалу так, що утворена при цьому передня поверхня розташовується вище за центр на величину f, що дорівнює 0,2…0,5 мм.

## Використання
Використовується для отримання отворів, довжина яких перевищує діаметр у 5…10 разів. При свердлінні глибоких отворів, у яких глибина перевищує діаметр у 5 і більше разів, обертального руху надають заготовці, а поступального — свердлу. При цьому відхилення осі отвору вбік значно зменшується.
Гарматне свердло працює з направленням по поверхні просвердленого отвору. Для цього воно має значну за площею опорну поверхню, з якою стикається зі стінкою поверхні обробки.

## Основні геометричні характеристики
Напівкруглі свердла застосовують для свердління глибоких отворів діаметром до 3…12 мм, рідко до 50 мм. При більших діаметрах отвору віддають перевагу свердлам типу ВТА (або STS — англ. single tube system) свердло. Свердло має головну різальну кромку, розташовану під прямим кутом до осі свердла, і допоміжну кромку, нахилену під кутом 10°. Для зменшення тертя на торці свердла загострюють задній кут на α = 8…10°. Зменшення тертя між свердлом і стінками отвору досягається виготовленням незначного зворотного конуса свердла, в межах 0,04…0,05 мм на 100 мм довжини, уздовж свердла робиться калібрувальна стрічка шириною 0,5…1 мм і по всій довжині опорної поверхні робиться лиска під кутом 30°.
В результаті розташування передньої поверхні вище за вісь обертання утворюється невеликий позитивний передній кут для бічної фаскової ріжучої кромки.

## Переваги
Завдяки доброму спрямуванню такого свердла забезпечується отримання точного та чистого отвору.

## Недоліки
Виходячи з описаної конструкції, таке свердло має нераціональну геометрію, створює значні сили тертя унаслідок великої опорної поверхні, працює без охолоджування. Основним недоліком гарматного свердла є поганий вихід стружки, внаслідок чого доводиться часто виводити свердло з отвору і застосовувати потужне охолодження. Однак при великій глибині свердління охолоджувальна рідина до різальних кромок надходить недостатньо, тому свердло швидко зношується.
Ця проблема у певній мірі вирішується у рушничних свердлах, виконаних у вигляді трубок із внутрішнім підведенням охолоджувальної рідини. Внаслідок важких умов різання гарматні свердла працюють при низьких режимах різання: швидкість різання 10…18 м/хв, подача 0,01…0,08 мм/об. Значного збільшення швидкості різання та стійкості інструменту можна досягти при використанні пластин з твердого сплаву. Через ці недоліки при обробці глибоких отворів малих діаметрів перевагу віддають рушничним свердлам.